# Stenetrium magnimanum
Stenetrium magnimanum är en kräftdjursart som först beskrevs av Schultz 1982.  Stenetrium magnimanum ingår i släktet Stenetrium och familjen Stenetriidae. Inga underarter finns listade i Catalogue of Life.